# Sergej Movsesjan
Sergej Movsesjan, také Sergej Movsesian, v anglickém přepisu Sergei Movsesian (* 3. listopadu 1978, Tbilisi) je arménský šachový velmistr, který ale reprezentoval také Česko a Slovensko. Svého nejvyššího ratingu ELO 2751 bodů dosáhl v lednu 2009 a zařadil se mezi 10 nejlepších hráčů. K září 2017 měl ELO 2671 bodů, což ho řadilo na 72. místo světového žebříčku.
Vyrůstal jako Armén v sovětské Gruzii. Jako nadějný šachový talent se čtrnáctiletý přestěhoval s rodiči do Pardubic. V roce 1999 se dostal do čtvrtfinále mistrovství světa, to znamená mezi osm nejlepších hráčů na světě. Sice žil dlouhá léta v České republice, kde i hrál v české šachové reprezentaci, umí perfektně česky, ale české občanství mu nebylo uděleno. Na Šachové olympiádě reprezentoval v letech 1998 a 2000 Českou republiku, v letech 2002, 2004 a 2008 Slovensko. V roce 2002 se stal občanem Slovenské republiky a v tomtéž roce pak vyhrál superturnaj v Sarajevu. V ligové sezóně 2006/2007 hrál za český klub
Rapid Pardubice, který v soutěži vyhrál s náskokem potřetí za sebou. Svoje vítězství na turnaji v Sarajevu zopakoval v roce 2007, když za sebou nechal i světovou čtyřku Morozeviče. Ve stejném roce doplnil další dvě turnajová vítězství na Čigorinově memoriálu v Petrohradu a hlavně na Czech Coal Carlsbad Chess v Karlových Varech v konkurenci např. Širova, Ponomarjova nebo Akopjana.
Do roku 2008 vystoupil Movsesjan v „B“-turnaji Corus Chess Tournamentu ve Wijk aan Zee a s výsledkem 6 výher a sedmi remíz ze 13 partií zvítězil s jednobodovým náskokem před Nigelem Shortem.
Na konci dubna jeho tým v německé bundeslize OSC Baden-Baden získal titul v nejsilnější klubové soutěži světa. Krátce poté Movsesjan startoval na individuálním mistrovství Evropy v Plovdivu. Dlouho se dělil o první místo, v posledním kole si titul s půlbodovým náskokem zajistil nizozemský velmistr Sergej Tiviakov, ale Movsesjan prošel tříkolovým tie-breakem se skóre pět výher a jedna remíza a vybojoval stříbrnou medaili. V průběhu základního turnaje mistrovství také ani jednou neprohrál, z prvních šesti kol pětkrát zvítězil a ve zbylých pěti kolech remizoval.
Na začátku roku 2009 zářil na turnaji Corus Chess Tournament ve Wijk aan Zee, kde byl dlouho i na prvním místě a nakonec se dělil o druhé až čtvrté místo s půlbodovou ztrátou za vítězným Karjakinem.
Na přelomu let 2010 a 2011 znovu změnil příslušnost k šachové federaci, přestal nastupovat za Slovensko a začal hrát v arménských barvách.
Sergej je polyglot, ovládá osm jazyků: anglický, německý, ruský, srbochorvatský, český, polský, arménský a gruzínský. Umí i slovensky, ale to prý nepočítá jako další jazyk.